# Boreus insulanus
Boreus insulanus is een schorpioenvlieg uit de familie van de sneeuwvlooien (Boreidae). De wetenschappelijke naam van de soort is voor het eerst geldig gepubliceerd door Blades in 2002.
De soort komt voor in Brits-Columbia (Canada).